# Ban Ki-moon
Ban Ki-moon (* 13. Juni 1944 in Injō, damals Japanisches Kaiserreich, heute Südkorea) ist ein südkoreanischer Diplomat und Politiker. Er war von 2004 bis 2006 Außenminister Südkoreas und von 2007 bis 2016 achter Generalsekretär der Vereinten Nationen.

## Leben

### Ausbildung und Familie
Nach Bans eigener Aussage fiel die Entscheidung, Diplomat zu werden, bereits 1962, als er auf der Chungju High School bei einem Englisch-Wettbewerb eine Reise nach Washington, D.C. samt einem Treffen mit dem US-Präsidenten John F. Kennedy gewann.
Ban studierte Internationale Beziehungen an der renommierten Seoul National University und erhielt 1970 seinen Bachelorabschluss. Zur selben Zeit bestand er als Zweitbester des Jahrgangs das Staatsexamen für auswärtige Dienste, eines der vier bedeutsamsten Staatsexamina in Korea. Später studierte er Verwaltungswissenschaften an der Harvard Kennedy School der Harvard University und schloss 1985 mit dem Mastergrad ab.
Ban ist seit 1971 mit Yoo Soon-taek verheiratet, die er 1962 während der Highschool auf einem Treffen von Schulsprechern beider Schulen kennenlernte, und hat mit ihr einen Sohn und zwei Töchter. Er spricht Koreanisch, Englisch, Französisch, Italienisch, Deutsch und Japanisch.

### Laufbahn als Diplomat
Seine diplomatische Karriere begann Ban im Dienste der Militärdiktatur Park Chung-hees (bis 1979) und setzte sie unter Präsident Chun Doo-hwan (1980–1988) fort, der ebenso wie sein Vorgänger Park durch einen Militärputsch an das Amt kam.
1970 bekleidete Ban seinen ersten Posten im Außenministerium und begann 1972 seine Karriere als Diplomat, zunächst als Vizekonsul in Neu-Delhi. Nachdem er bei der United Nations Division des Außenministeriums war, diente er Südkorea, das erst 1991 UN-Mitglied wurde, als 1. Sekretär bei der ständigen Beobachtungsmission des Staates bei den Vereinten Nationen in New York. Im November 1980 erhielt er den Posten des Direktors der United Nations Division. 1987 übernahm er den Posten des Generalkonsuls und 1992 den des Gesandten in der Botschaft in Washington D. C.; dazwischen war er unter anderem Generaldirektor für Amerika-Angelegenheiten im Außenministerium.
1995 wurde er stellvertretender Staatssekretär und Leiter für Policy Planning and International Organizations. 1996 wurde er Sekretär des südkoreanischen Präsidenten für Äußeres und Staatssicherheit und 2000 Vizeaußenminister. Ab Februar 2003 war er als außenpolitischer Berater des Präsidenten Roh Moo-hyun tätig.
Ban war aktiv an der südkoreanischen Nordpolitik beteiligt: Im Jahre 1992 diente er als Vizevorsitzender der South-North Joint Nuclear Control Commission. Während er 1999 Botschafter in Österreich war, wurde er zum Vorsitzenden der Preparatory Commission for the Comprehensive Nuclear-Test-Ban Treaty Organization (CTBTO PrepCom) gewählt.

### Außenminister Südkoreas

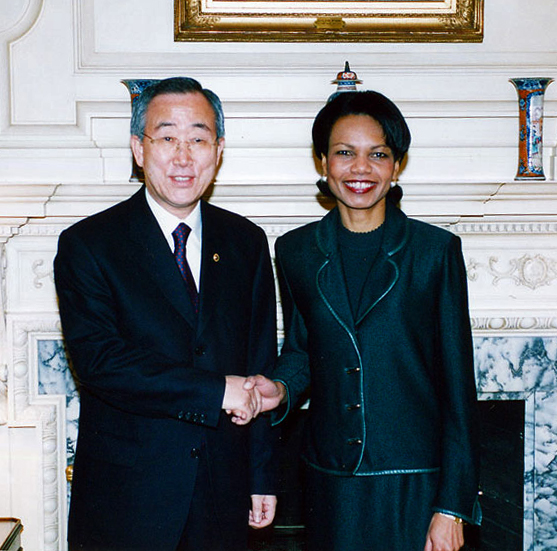
Ban mit Condoleezza Rice, 2006

Im Januar 2004 löste Ban seinen Vorgänger Yoon Young-kwan als Minister für Auswärtige Angelegenheiten und Handel ab. Im September 2005 spielte er eine wichtige Rolle in den so genannten Sechs-Parteien-Gesprächen in Peking zur nuklearen Krise in Nordkorea. Nachdem ihn seine Regierung im Januar 2006 als Kandidaten für die Wahl zum neuen Generalsekretär der Vereinten Nationen nominierte, wurde er schließlich am 13. Oktober 2006 von dessen Vollversammlung in das Amt gewählt. Am 1. November 2006 trat er von seinem südkoreanischen Ministeramt zurück und wurde am 14. Dezember 2006 als neuer UN-Generalsekretär vereidigt.

### Generalsekretär der Vereinten Nationen
Ban übernahm das Amt von Kofi Annan offiziell am 1. Januar 2007. Einen Tag nach Dienstantritt erklärte er in einer Stellungnahme zur Hinrichtung Saddam Husseins, es stehe jedem Land frei, über Exekutionen zu entscheiden. Damit tangierte er die bereits 1948 von seiner Organisation verabschiedete Allgemeine Erklärung der Menschenrechte, welche das Recht jedes Menschen auf Leben verbrieft (siehe auch Kapitel IX und insbesondere Artikel 55 der Charta der Vereinten Nationen). Ban wurde daraufhin kritisiert. Bei ihrer ersten Pressekonferenz erklärte seine Sprecherin jedoch, dass die Todesstrafe von den Vereinten Nationen weiterhin abgelehnt werde. Bans Heimat Südkorea zählt zu den Mitgliedern der Vereinten Nationen, in denen die Todesstrafe nicht abgeschafft ist. Jedoch haben sich 2004 175 von 299 Abgeordneten für die Abschaffung ausgesprochen, und es gilt seit 1998 ein Hinrichtungsmoratorium, d. h., es werden seitdem keine Todesurteile mehr vollstreckt.
Am 22. März 2007 entkam Ban Ki-moon nur knapp einem Terroranschlag in der irakischen Hauptstadt Bagdad. Nur 50 Meter neben dem Gebäude, in dem der Generalsekretär eine Rede hielt, schlug eine Rakete ein und hinterließ einen 1 m großen Krater. Seine Ankunft unterlag dort strenger Geheimhaltung, daher wird davon ausgegangen, dass die Terroristen über Insiderinformationen verfügten. Bisher hat sich noch keine Organisation zu dem Anschlag bekannt.

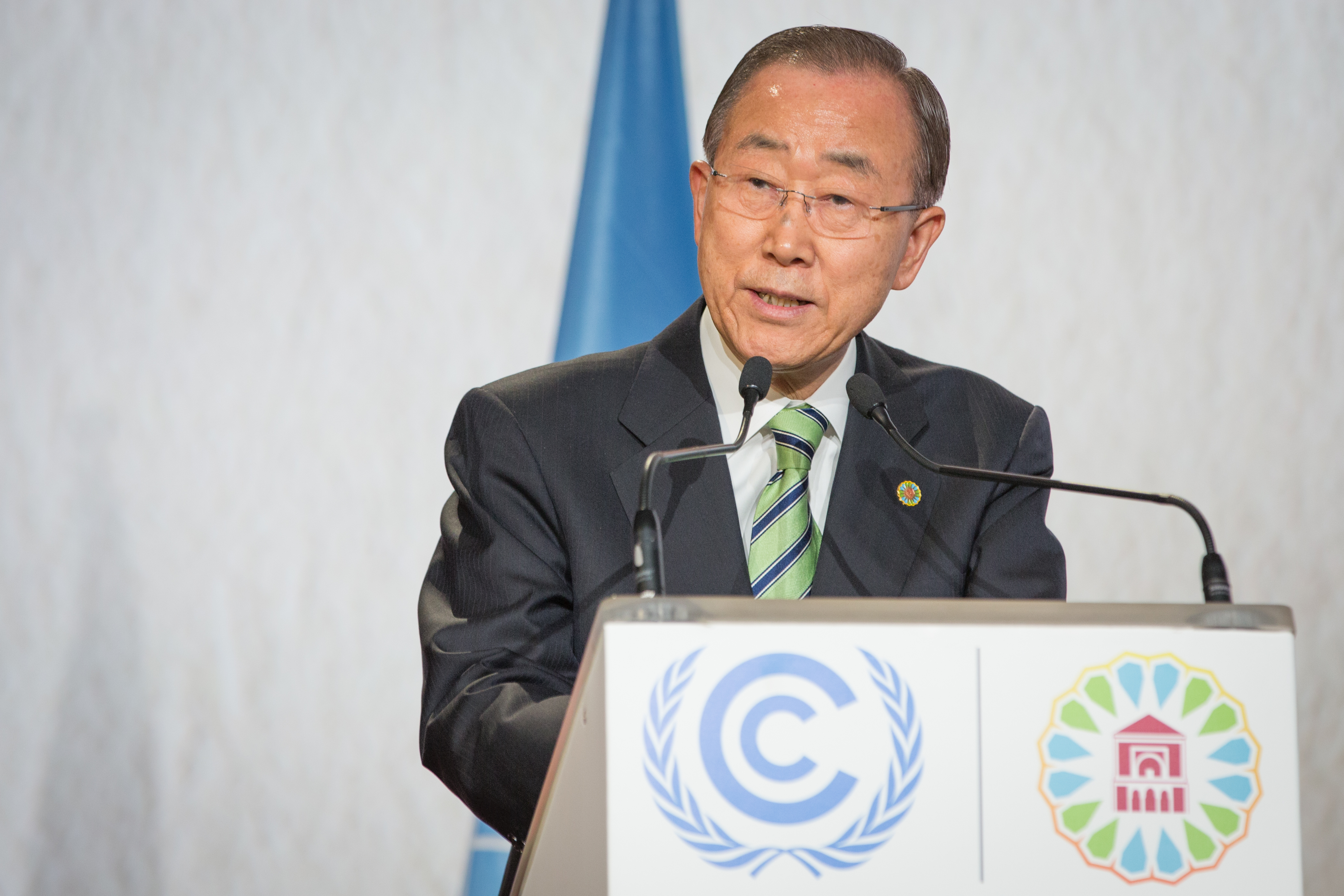
Ban während der UN-Klimakonferenz 2016

Im Interview mit der Frankfurter Allgemeinen Zeitung sagte Ban im Juli 2007 auf die Frage, wie er das Zerwürfnis der Vereinten Nationen mit den Vereinigten Staaten seit deren Militäreinsatz im Irak versöhnen könne: „Wir müssen diesen Beitrag der Vereinigten Staaten und die damit verbundenen Opfer zu schätzen wissen.“ Dies wurde allgemein als Abkehr von der scharfen Kritik seines Vorgängers Kofi Annan an dem Militäreinsatz gewertet.
Ban besuchte 2007 die sudanesische Krisenregion Darfur. Nach einem Besuch in einem Flüchtlingslager zeigte er sich schockiert.
Am 19. Juli 2007 wurde ein formeller Antragsbrief von Taiwans Präsident Chen Shui-bian ungeöffnet von Ban mit dem Hinweis auf Resolution 2758 der UN-Generalversammlung zurückgeschickt. Entgegen der üblichen Praxis wurde der taiwanische Antrag auf Wiederaufnahme in den Vereinten Nationen also nicht an den Sicherheitsrat weitergeleitet, sondern vom Generalsekretariat so „erledigt“. Taiwans Antrag auf UN-Mitgliedschaft hätte nach der Verfahrensordnung des Sicherheitsrates aber an diesen weitergeleitet werden müssen. Daraufhin wurde der Generalsekretär von mehreren Völkerrechtlern und seitens der USA heftig kritisiert. Vor allem wurde seine Kompetenz in Frage gestellt.

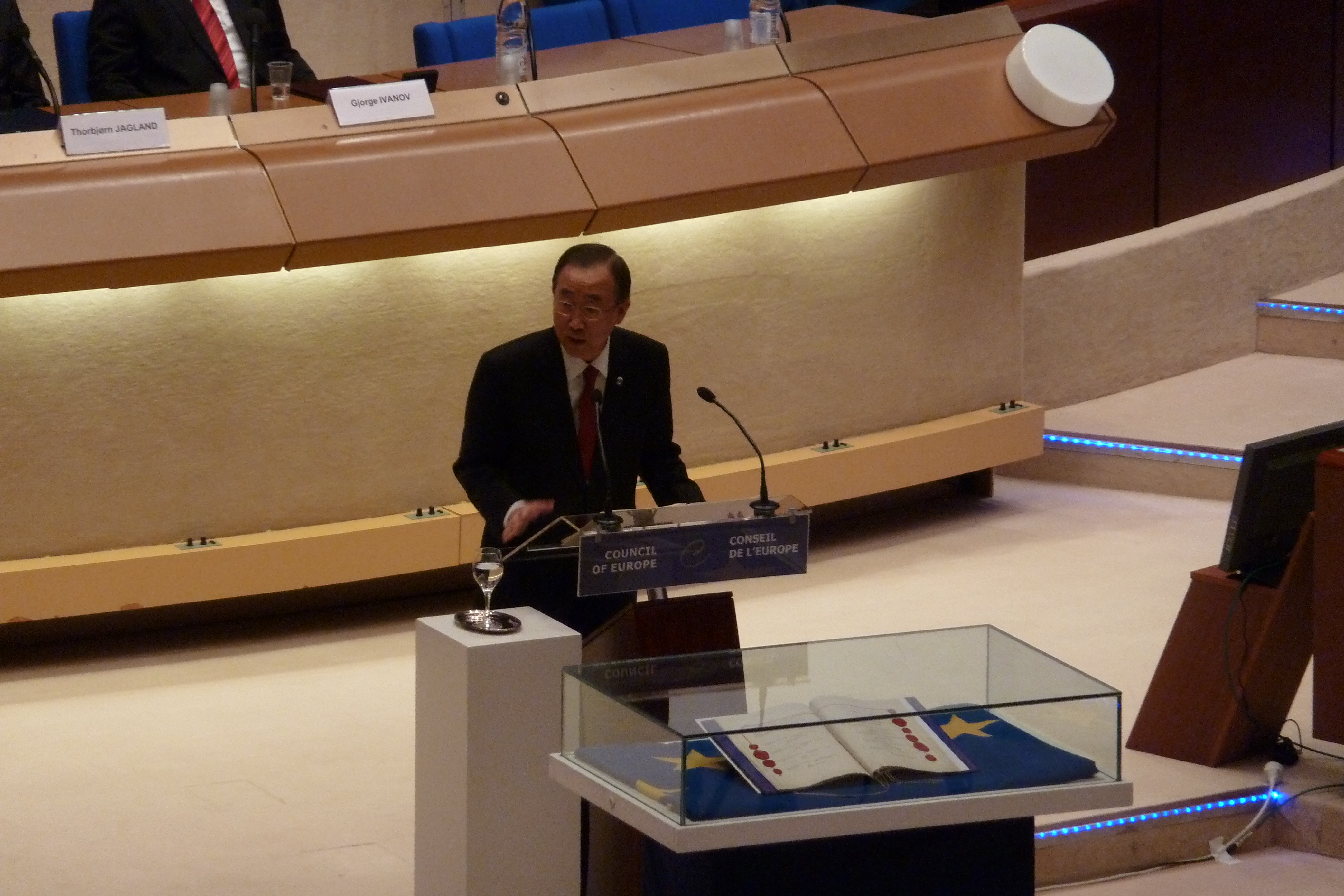
Ban Ki-moon im Europarat anlässlich des 60. Jahrestages der Europäischen Menschenrechtskonvention

Als erster Generalsekretär der Vereinten Nationen nahm er am 6. August 2010, 65 Jahre nach dem Atombombenabwurf auf Hiroshima, an der dortigen Friedenszeremonie teil. Erstmals war mit John Roos auch ein Botschafter der USA zugegen. Am Vortag traf sich Ban Ki-moon mit Überlebenden der Atomwaffenexplosionen in Nagasaki und forderte dort die Abschaffung aller Atomwaffen, um deren Einsatz grundsätzlich unmöglich zu machen.
Im Juni 2011 wurde Ban von der UN-Vollversammlung per Akklamation erneut in das Amt des Generalsekretärs gewählt. Seine zweite Amtszeit begann offiziell am 1. Januar 2012 und lief bis Ende 2016. Das Amt wurde am 1. Januar 2017 offiziell von seinem Nachfolger António Guterres übernommen.
Nach dem Ende seiner Amtszeit am 31. Dezember 2016 galt er zunächst als aussichtsreicher Bewerber für die Präsidentschaftswahl in Südkorea 2017. Nach einem Rückgang seiner Umfragewerte zog er seine Kandidatur am 1. Februar 2017 zurück.

## Auszeichnungen
Ban erhielt 1975 und 1986 den Verdienstorden der südkoreanischen Regierung. Als Botschafter in Österreich erhielt er das Große Goldene Ehrenzeichen mit dem Stern für Verdienste um die Republik Österreich im Jahre 2001. Im Jahr darauf erhielt er dann in Brasilien das Große Kreuz des Rio Branco. Im September 2005 erhielt er die Van Fleet Auszeichnung der südkoreanischen Gesellschaft in New York für seine Beiträge zur amerikanisch-südkoreanischen Freundschaft. 2006 verlieh ihm die peruanische Regierung das Große Sonnenkreuz (Gran Cruz del Sol), Perus höchster diplomatischer Verdienstorden. Ban erhielt den Nationalen Verdienstorden der algerischen Regierung sowie die Gedenkmedaille des Freiheitshelden der Republik Ungarn. Kurz darauf wurde ihm ein weiterer nationaler Verdienstorden, die Große Silberkreuz-Medaille des José Matias Delgado, von der Regierung El Salvadors verliehen.
2008 erhielt er die Ehrendoktorwürde der Staatlichen Universität Seoul. 2013 erhielt er das Große Goldene Ehrenzeichen für Verdienste um das Land Wien. 2016 erhielt er das Großkreuz des Verdienstordens der Bundesrepublik Deutschland, den russischen Orden der Freundschaft sowie die Ehrendoktorwürde der Université Paris 1 Panthéon-Sorbonne.
2016 wurde er Ehrenbürger der québécoisen Stadt Montreal.

## Mitglied von The Elders
Ban Ki-moon ist seit 2017 Mitglied des Zusammenschlusses von herausragenden ehemaligen Staatsmännern und -frauen, Friedensaktivisten, Menschenrechtlern sowie prominenten Intellektuellen The Elders, der 2007 von Nelson Mandela auf Initiative von Peter Gabriel und Richard Branson gegründet wurde. Ziel der Gruppe ist es, die Erfahrung, die Beziehungen und den öffentlichen Einfluss der Mitglieder zur Lösung globaler Probleme einzusetzen. Seit 2018 ist Ban einer der beiden stellvertretenden Vorsitzenden der Elders.

## Ban Ki-moon Centre for Global Citizens
Am 3. Januar 2018 wurde die von Heinz Fischer und Ban Ki-moon gemeinsam gegründete Einrichtung in Wien eröffnet. „Das Zentrum soll ... das Selbstbestimmungsrecht und die gesellschaftliche Position von Frauen und jungen Menschen stärken, die Chancen auf Bildung für alle Kinder in der Welt erhöhen, sowie Beiträge zur friedlichen Lösung von internationalen Konflikten liefern.“